# Châtillon-la-Borde
Pour les articles homonymes, voir Châtillon et Borde.
Châtillon-la-Borde  est une commune française située dans le département de Seine-et-Marne en région Île-de-France.

## Géographie

### Localisation
Châtillon-la-Borde est situé à environ 12,8 km par la route à l'est de Melun,.

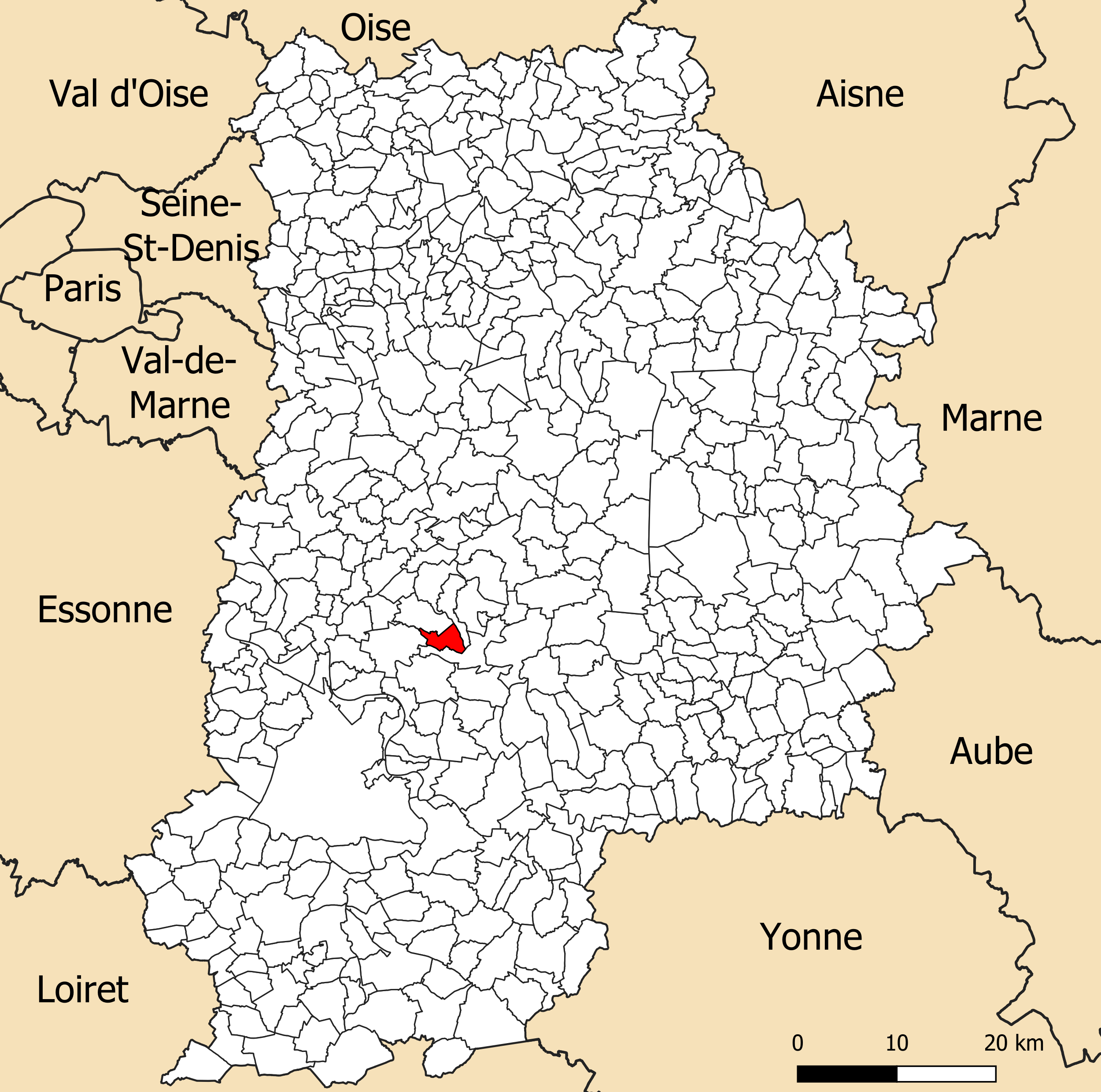
Localisation de la commune de Châtillon-la-Borde dans le département de Seine-et-Marne.

### Communes limitrophes
|               | Blandy               |            |
| Sivry-Courtry | Châtillon-la-Borde   | Saint-Méry |
|               | La Chapelle-Gauthier |            |

### Géologie et relief
L'altitude de la commune varie de 86 mètres à 116 mètres pour le point le plus haut, le centre du bourg se situant à environ 105 mètres d'altitude (mairie). Elle est classée en zone de sismicité 1, correspondant à une sismicité très faible.

### Hydrographie

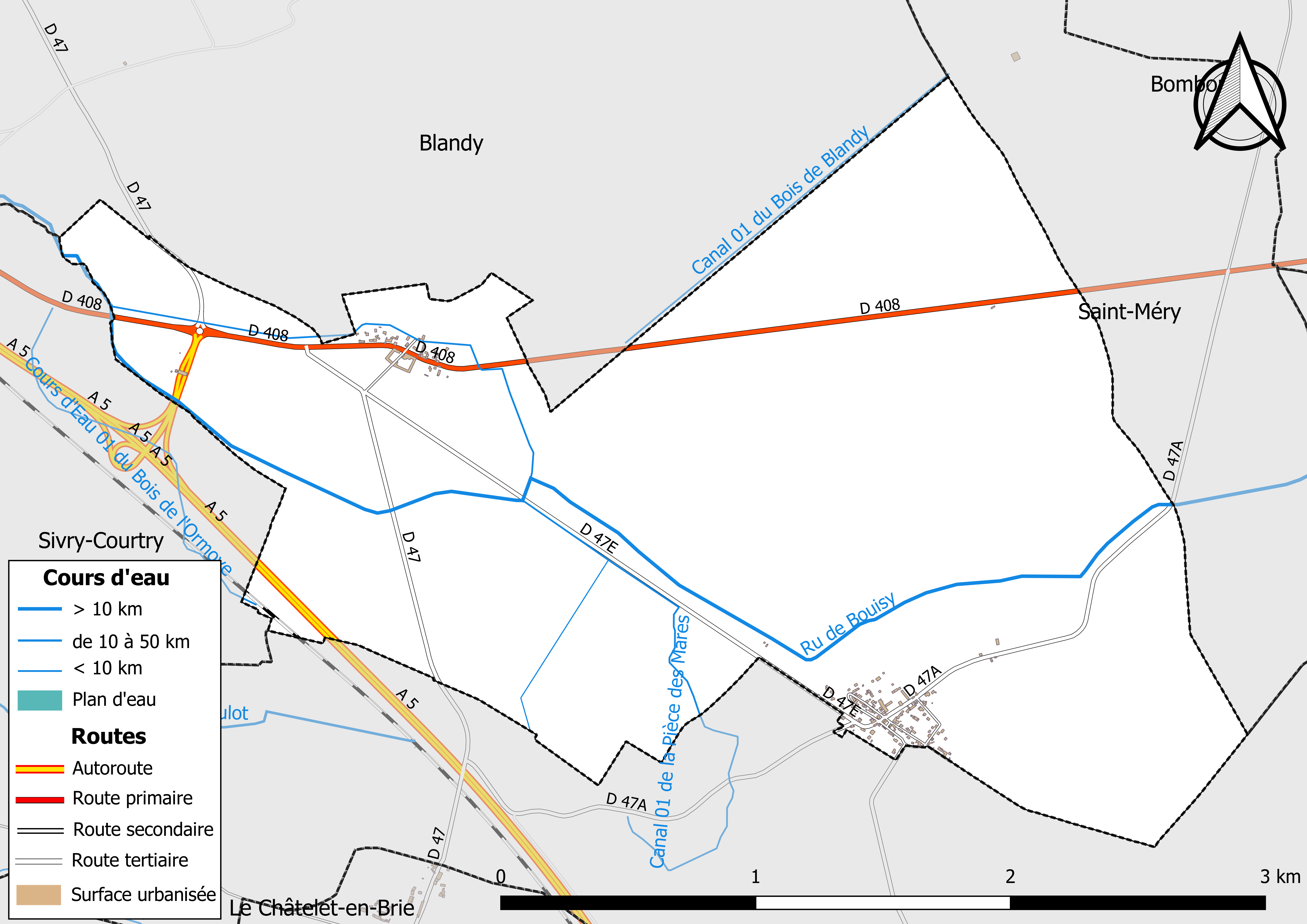
Carte des réseaux hydrographique et routier de Châtillon-la-Borde.

Le réseau hydrographique de la commune se compose de six cours d'eau référencés :
- le ru de Bouisy, long de 11,66 km[4] ;
  - le bras Brétinoust, 2,11 km[5], affluent du ru de Bouisy ;
  - le canal 01 de la Grange du Bois[6], 0,80 km[7], et ;
  - le canal 01 de la Pièce des Mares, 2,39 km[8], qui confluent avec le ru de Bouisy ;
- le canal du Bois de Blandy, 1,67 km[9] ;
- le cours d'eau 01 du Bois de l'Ormoye, 2,11 km[10].

La longueur totale des cours d'eau sur la commune est de 9,53 km.

### Climat
Pour des articles plus généraux, voir Climat de l'Île-de-France et Climat de Seine-et-Marne.
En 2010, le climat de la commune est de type climat océanique dégradé des plaines du Centre et du Nord, selon une étude du CNRS s'appuyant sur une série de données couvrant la période 1971-2000. En 2020, Météo-France publie une typologie des climats de la France métropolitaine dans laquelle la commune est exposée à un climat océanique altéré et est dans la région climatique Nord-est du bassin Parisien, caractérisée par un ensoleillement médiocre, une pluviométrie moyenne régulièrement répartie au cours de l’année et un hiver froid (3 °C).
Pour la période 1971-2000, la température annuelle moyenne est de 10,9 °C, avec une amplitude thermique annuelle de 15,2 °C. Le cumul annuel moyen de précipitations est de 727 mm, avec 11,4 jours de précipitations en janvier et 7,7 jours en juillet. Pour la période 1991-2020, la température moyenne annuelle observée sur la station météorologique la plus proche, située sur la commune de Grandpuits-Bailly-Carrois à 11 km à vol d'oiseau, est de 11,3 °C et le cumul annuel moyen de précipitations est de 704,0 mm,. Pour l'avenir, les paramètres climatiques de la commune estimés pour 2050 selon différents scénarios d'émission de gaz à effet de serre sont consultables sur un site dédié publié par Météo-France en novembre 2022.

### Milieux naturels et biodiversité
Aucun espace naturel présentant un intérêt patrimonial n'est recensé sur la commune dans l'inventaire national du patrimoine naturel,,.

## Urbanisme

### Typologie
Au 1er janvier 2024, Châtillon-la-Borde est catégorisée commune rurale à habitat dispersé, selon la nouvelle grille communale de densité à sept niveaux définie par l'Insee en 2022.
Elle est située hors unité urbaine. Par ailleurs la commune fait partie de l'aire d'attraction de Paris, dont elle est une commune de la couronne,. Cette aire regroupe 1 929 communes,.

### Lieux-dits et écarts
La commune compte 28 lieux-dits administratifs répertoriés consultables ici (source : le fichier Fantoir).

### Occupation des sols
L'occupation des sols de la commune, telle qu'elle ressort de la base de données européenne d’occupation biophysique des sols Corine Land Cover (CLC), est marquée par l'importance des forêts et milieux semi-naturels (57 % en 2018), une proportion identique à celle de 1990 (57 %). La répartition détaillée en 2018 est la suivante : 
forêts (57% ), terres arables (43 %).
Parallèlement, L'Institut Paris Région, agence d'urbanisme de la région Île-de-France, a mis en place un inventaire numérique de l'occupation du sol de l'Île-de-France, dénommé le MOS (Mode d'occupation du sol), actualisé régulièrement depuis sa première édition en 1982. Réalisé à partir de photos aériennes, le Mos distingue les espaces naturels, agricoles et forestiers mais aussi les espaces urbains (habitat, infrastructures, équipements, activités économiques, etc.) selon une classification pouvant aller jusqu'à 81 postes, différente de celle de Corine Land Cover,,. L'Institut met également à disposition des outils permettant de visualiser par photo aérienne l'évolution de l'occupation des sols de la commune entre 1949 et 2018.

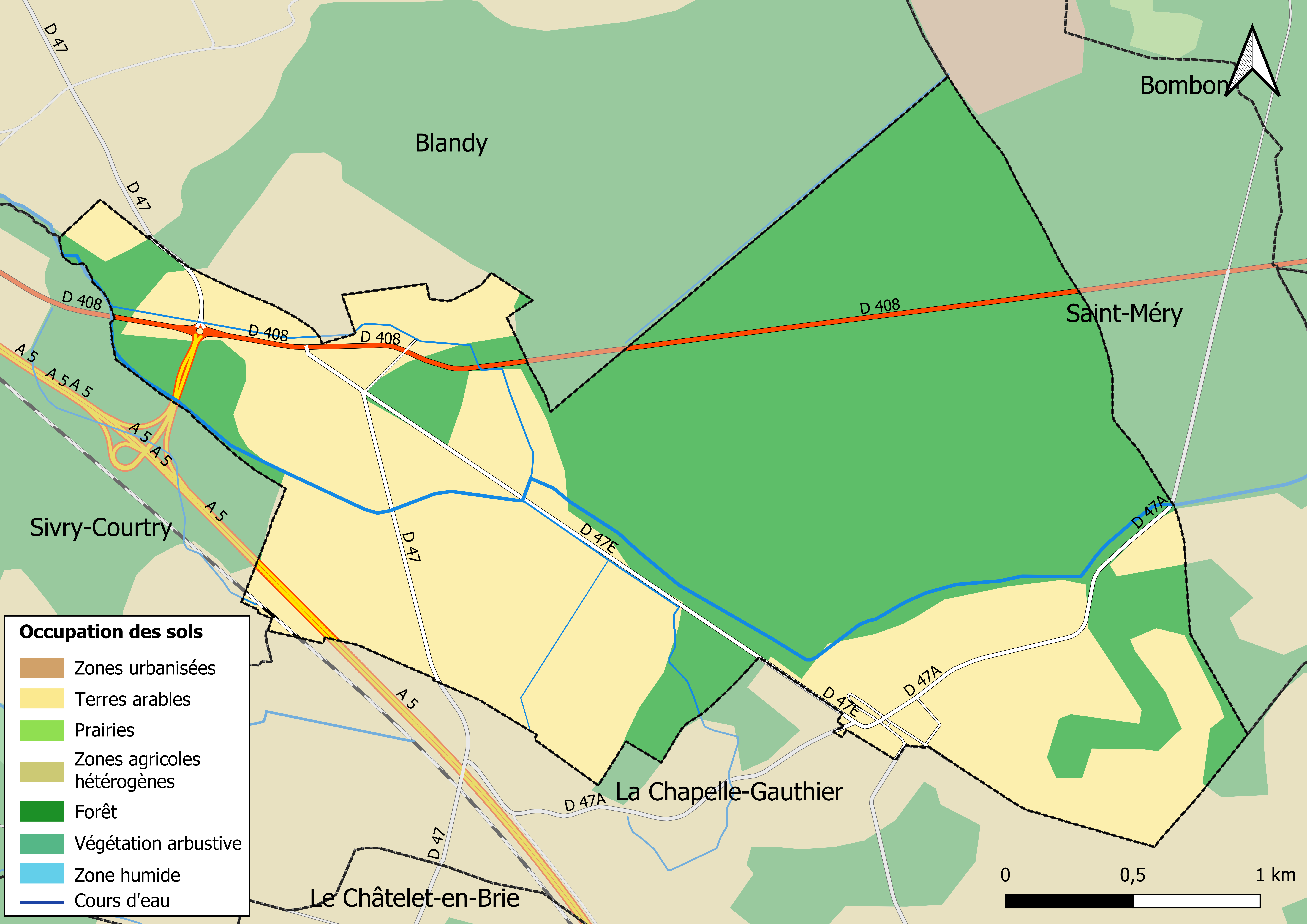
Carte des infrastructures et de l'occupation des sols en 2018 (CLC) de la commune.
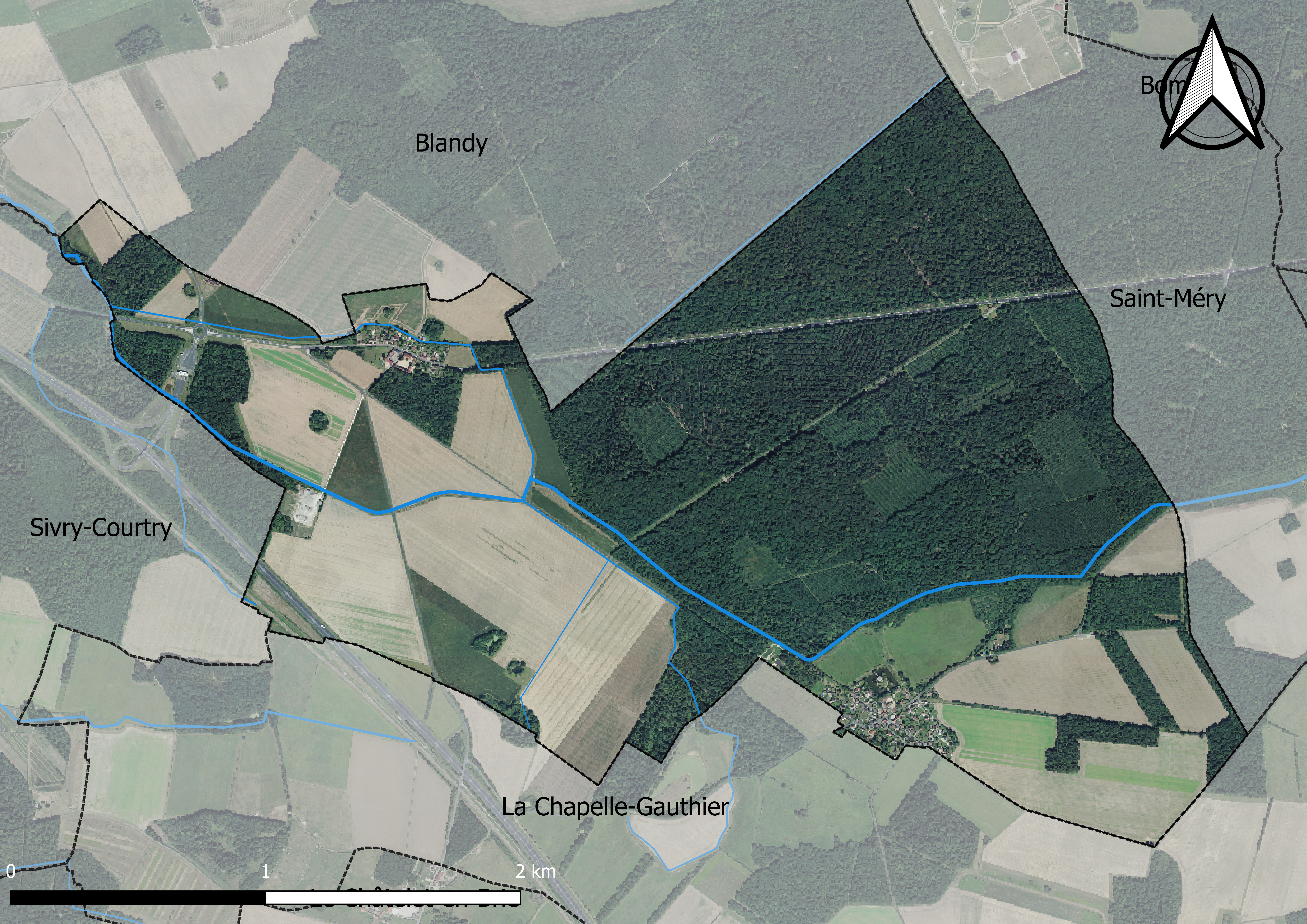
Carte orhophotogrammétrique de la commune.

### Planification
La commune disposait en 2019 d'un plan local d'urbanisme en révision. Le zonage réglementaire et le règlement associé peuvent être consultés sur le Géoportail de l'urbanisme.

### Logement
En 2017, le nombre total de logements dans la commune était de 106 dont 99,1 % de maisons (maisons de ville, corps de ferme, pavillons, etc.) et 0,9 % d'appartements.
Parmi ces logements, 80,2 % étaient des résidences principales, 3,8 % des résidences secondaires et 16 % des logements vacants.
La part des ménages fiscaux propriétaires de leur résidence principale s'élevait à 91,8 % contre 8,2 % de locataires.

### Voies de communication et transports
- La commune est desservie par la ligne 47 (Melun-Provins) du réseau de bus Provinois - Brie et Seine.

## Toponymie
Le nom de la localité est mentionné sous les formes Castellon en 1209 ; Castilio vers 1350 ; Chateillon lez Blandi en  1385 ; Le chastel et maison fort de Chastillon en Brie en  1544 ; Chastillon sur Bretignost au XVIe siècle ; Le fief de Chastillon en  1602 ; Chastillon et la Borde en  1668 ; Chastillon soubs Bretignou en  1669 ; Chastillon sous Bretignoust en  1692 ; Chastillon sur Bertignoust en  1696.
Châtillon : De l'oïl chastillon, chateillon, « forteresse, petit château », du bas latin castellum, diminutif de castrum, accompagné du suffixe -ionem. Castrum désigne d’abord tous les types de forteresse, depuis le simple donjon jusqu’à l’enceinte urbaine, puis se spécialise dans le sens de « château fort » et se réduit ensuite à celui de « grande maison de plaisance ».
La-Borde : Du gaulois, borda, du germanique bord (« une cabane en planches »), du gascon borde désignant une bergerie à toit de brande ou de paille, du basque et du catalan borda, même sens.

## Histoire
- Châtillon absorbe entre 1790-1794 La Borde[42].
- Louis de Dieu, seigneur de Montesson et possesseur de La Borde, obtint, en 1582, du roi Henri III, des lettres portant que cette terre serait nommée Vailly la Borde ; les ordonnances restèrent sans exécution.

## Politique et administration

### Liste des maires
| Période                                  | Période   | Identité          | Étiquette | Qualité                 |
| ---------------------------------------- | --------- | ----------------- | --------- | ----------------------- |
| Les données manquantes sont à compléter. |           |                   |           |                         |
| avant 1988                               | 1989      | Louis Courvoisier |           |                         |
| mars 1989                                | mars 2008 | Claude Ancel      |           |                         |
| mars 2008                                | En cours  | Hubert Caseaux    |           | Gestionnaire de magasin |

## Équipements et services

### Eau et assainissement
L’organisation de la distribution de l’eau potable, de la collecte et du traitement des eaux usées et pluviales relève des communes. La loi NOTRe de 2015 a accru le rôle des EPCI à fiscalité propre en leur transférant cette compétence. Ce transfert devait en principe être effectif au 1er janvier 2020, mais la loi Ferrand-Fesneau du 3 août 2018 a introduit la possibilité d’un report de ce transfert au 1er janvier 2026,.

#### Assainissement des eaux usées
En 2020, la gestion du service d'assainissement collectif de la commune de Châtillon-la-Borde est assurée par la communauté de communes Brie des Rivières et Châteaux (CCBRC) pour la collecte, le transport et la dépollution. Ce service est géré en délégation par une entreprise privée, dont le contrat arrive à échéance le 31 juillet 2022,,.
L’assainissement non collectif (ANC) désigne les installations individuelles de traitement des eaux domestiques qui ne sont pas desservies par un réseau public de collecte des eaux usées et qui doivent en conséquence traiter elles-mêmes leurs eaux usées avant de les rejeter dans le milieu naturel. La communauté de communes Brie des Rivières et Châteaux (CCBRC) assure pour le compte de la commune le service public d'assainissement non collectif (SPANC), qui a pour mission de vérifier la bonne exécution des travaux de réalisation et de réhabilitation, ainsi que le bon fonctionnement et l’entretien des installations. Cette prestation est déléguée à l'entreprise Veolia, dont le contrat arrive à échéance le 31 juillet 2022,.

#### Eau potable
En 2020, l'alimentation en eau potable est assurée par la communauté de communes Brie des Rivières et Châteaux (CCBRC) qui en a délégué la gestion à l'entreprise Veolia, dont le contrat expire le 1er décembre 2024,.

## Population et société

### Démographie
L'évolution du nombre d'habitants est connue à travers les recensements de la population effectués dans la commune depuis 1793. Pour les communes de moins de 10 000 habitants, une enquête de recensement portant sur toute la population est réalisée tous les cinq ans, les populations de référence des années intermédiaires étant quant à elles estimées par interpolation ou extrapolation. Pour la commune, le premier recensement exhaustif entrant dans le cadre du nouveau dispositif a été réalisé en 2007.

En 2022, la commune comptait 224 habitants, en évolution de +3,23 % par rapport à 2016 (Seine-et-Marne : +3,92 %, France hors Mayotte : +2,11 %).
| 1793 | 1800 | 1806 | 1821 | 1831 | 1836 | 1841 | 1846 | 1851 |
| ---- | ---- | ---- | ---- | ---- | ---- | ---- | ---- | ---- |
| 176  | 235  | 172  | 215  | 239  | 221  | 230  | 236  | 250  |

| 1856 | 1861 | 1866 | 1872 | 1876 | 1881 | 1886 | 1891 | 1896 |
| ---- | ---- | ---- | ---- | ---- | ---- | ---- | ---- | ---- |
| 260  | 241  | 240  | 220  | 206  | 205  | 216  | 239  | 212  |

| 1901 | 1906 | 1911 | 1921 | 1926 | 1931 | 1936 | 1946 | 1954 |
| ---- | ---- | ---- | ---- | ---- | ---- | ---- | ---- | ---- |
| 200  | 233  | 212  | 220  | 183  | 144  | 153  | 145  | 119  |

| 1962 | 1968 | 1975 | 1982 | 1990 | 1999 | 2006 | 2007 | 2012 |
| ---- | ---- | ---- | ---- | ---- | ---- | ---- | ---- | ---- |
| 92   | 116  | 126  | 167  | 201  | 204  | 218  | 220  | 217  |

| 2017 | 2022 | - | - | - | - | - | - | - |
| ---- | ---- | - | - | - | - | - | - | - |
| 216  | 224  | - | - | - | - | - | - | - |

## Économie

### Revenus de la population et fiscalité
En 2018, le nombre de ménages fiscaux de la commune était de 85, représentant 207 personnes et la  médiane du revenu disponible par unité de consommation  de 30 040 euros.

### Emploi
En 2018, le nombre total d’emplois dans la zone était de 17, occupant 117 actifs  résidants (dont 10,3 % dans la commune de résidence et 89,7 % dans une commune autre que la commune de résidence).
Le taux d'activité de la population (actifs ayant un emploi) âgée de 15 à 64 ans s'élevait à 78,1 % contre un taux de chômage de 6,2 %.
Les 15,8 % d’inactifs se répartissent de la façon suivante : 8,9 % d’étudiants et stagiaires non rémunérés, 6,2 % de retraités ou préretraités et 0,7 % pour les autres inactifs.

### Secteurs d'activité

#### Entreprises et commerces
En 2019, le nombre d’unités légales et d’établissements (activités marchandes hors agriculture) par secteur d'activité était de 10 dont 2 dans la construction, 2 dans le commerce de gros et de détail, transports, hébergement et restauration, 1 dans les activités financières et d'assurance, 2 dans les activités immobilières, 2 dans les activités spécialisées, scientifiques et techniques et activités de services administratifs et de soutien et 1  était relatif aux autres activités de services.
En 2020, 2 entreprises individuelles ont été créées sur le territoire de la commune.
Au 1er janvier 2021, la commune ne disposait pas d’hôtel et de terrain de camping.

#### Agriculture
Châtillon-la-Borde est dans la petite région agricole dénommée la « Brie humide » (ou Brie de Melun), une partie de la Brie à l'est de Melun. En 2010, l'orientation technico-économique de l'agriculture sur la commune est la culture de céréales et d'oléoprotéagineux (COP).
Si la productivité agricole de la Seine-et-Marne se situe dans le peloton de tête des départements français, le département enregistre un double phénomène de disparition des terres cultivables (près de 2 000 ha par an dans les années 1980, moins dans les années 2000) et de réduction d'environ 30 % du nombre d'agriculteurs dans les années 2010. Cette tendance se retrouve au niveau de la commune où le nombre d’exploitations est passé de 2 en 1988 à 1 en 2010. Parallèlement, la taille de ces exploitations augmente, passant de 183 ha en 1988 à 208 ha en 2010.
Le tableau ci-dessous présente les principales caractéristiques des exploitations agricoles de Châtillon-la-Borde, observées sur une période de 22 ans : 
|                                      | 1988 | 2000 | 2010 |
| ------------------------------------ | ---- | ---- | ---- |
| Dimension économique,                |      |      |      |
| Nombre d’exploitations (u)           | 2    | 1    | 1    |
| Travail (UTA)                        | 5    | 2    | 2    |
| Surface agricole utilisée (ha)       | 365  | 185  | 208  |
| Cultures                             |      |      |      |
| Terres labourables (ha)              | s    | s    | s    |
| Céréales (ha)                        | s    | s    | s    |
| dont blé tendre (ha)                 | s    | s    | s    |
| dont maïs-grain et maïs-semence (ha) | s    | s    | s    |
| Tournesol (ha)                       | s    |      |      |
| Colza et navette (ha)                | s    | s    | s    |
| Élevage                              |      |      |      |
| Cheptel (UGBTA)                      | 0    | 0    | 0    |

## Culture locale et patrimoine

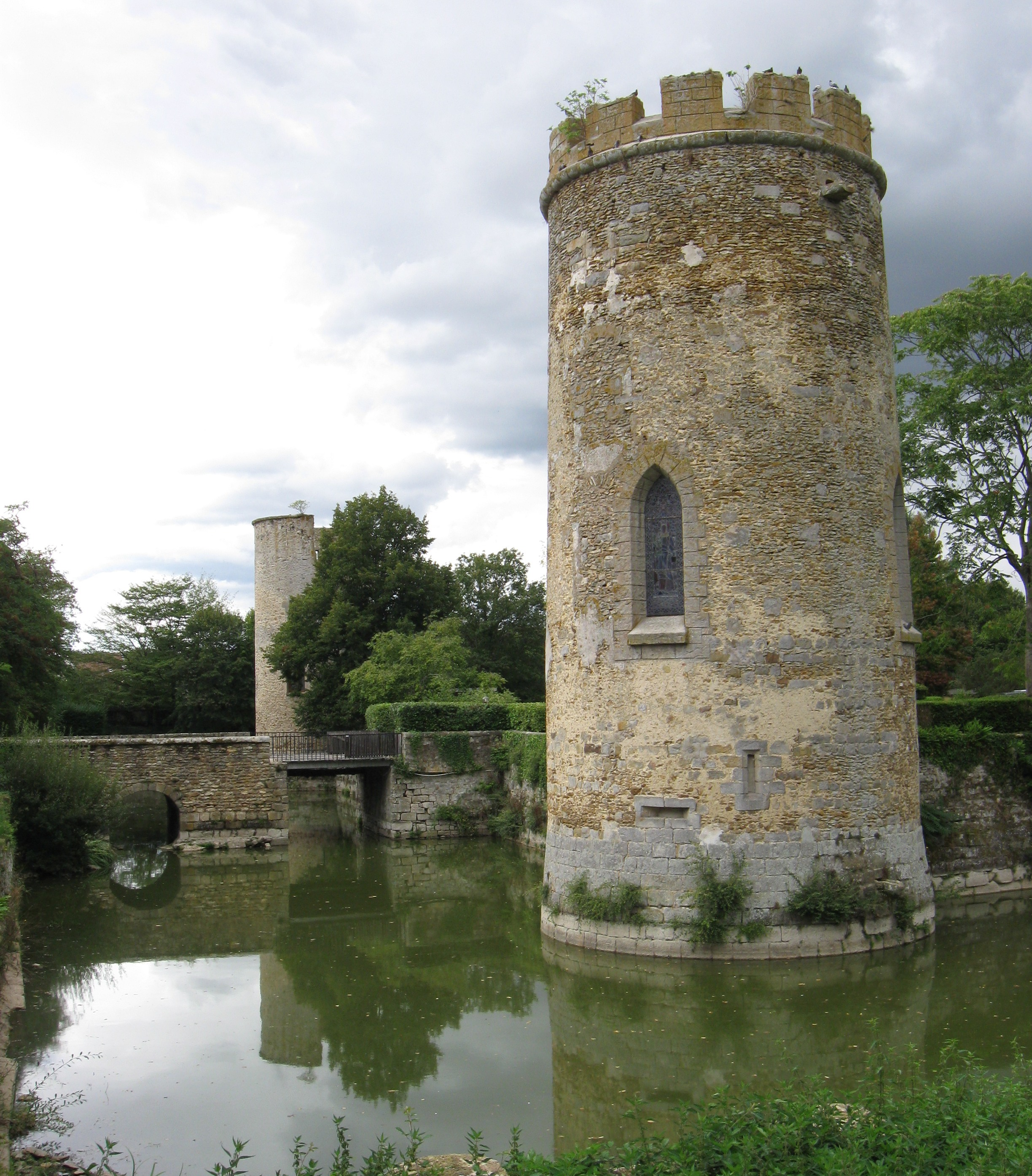
Douves de l'ancien château aujourd'hui disparu.

### Monuments et lieux remarquables
- Ancien château de la Borde.

Ancienne maison forte entourée de douves et initialement protégée par quatre tours, le bâtiment principal a été reconstruit en 1948 dans un style contemporain.
Son pigeonnier a été inscrit M.H. en 1987.

### Autres lieux et monuments
- Chapelle Notre-Dame-du-Pain (ancienne église Saint-Thibault), XXe siècle remplaçant l'ancienne église disparue, auquel il convient d’ajouter le patrimoine mobilier classé suivant : 
  - Statue dite Vierge de Notre-Dame du Pain, en bois taillé et peint (Autel )[63] ;
- Une statue représentant une escouade militaire, la Bratva composée de Loup, Grizzli, Rat et Gibbon [Où ?]

### Héraldique
|  | Les armes de la ville se blasonnent ainsi : Écartelé : au 1er de gueules à un château de trois tours d'argent, ouvert, ajouré et maçonné de sable, au 2e d'or au sautoir engrelé de sable cantonné de quatre arbalètes de gueules, au 3e d'or à un loup passant de sable, au 4e de gueules à une tour d'argent ouverte, ajourée et maçonnée de sable. |